# 半月谈
《半月谈》是有中国共产党背景的期刊，其半月版杂志于每月的10日和25日发行。
除《半月谈》（半月刊）之外，《半月谈》杂志社旗下出版物还包括《半月谈内部版》（月刊，公开发行，非内参）、《时事资料手册》（双月刊）、《品读》（月刊）和《半月谈》（维文版）（藏文版）、半月谈网、半月谈网校、半月谈社情民意调查中心等。

## 历史
1980年5月10日，新华社受中宣部委托，于北京创办《半月谈》半月刊杂志，32开本，64页，除北京外，同时在长春、济南、合肥、南京、上海、福州、武汉、长沙、重庆、昆明、西安、郑州、乌鲁木齐印刷发行。《半月谈》创办的初衷，是基于中宣部对新华社加强改革开放时代中共对于思想政治工作的新要求，亟需创办一份专门面向基层群体的新式党刊。
1985年《半月谈》发行量达到360万，成为中国大陆发行量最大的时政类期刊之一。
1992年邓小平南巡讲话之后，《半月谈》进一步改版，成为率先进行市场化的中共宣传期刊之一，并被中共作为改革开放时期重要的宣传媒体。2009年，《半月谈》入选中国世界纪录协会中国发行量最大的的时政期刊。